# Eleição municipal de Vitória da Conquista em 2000
A eleição municipal da cidade brasileira de Vitória da Conquista ocorreu em 1.º de outubro de 2000 para eleger um prefeito, um vice-prefeito e 16 vereadores que foram responsáveis pela administração da cidade baiana no mandato que se iniciou em 1° de janeiro de 2001 e terminou em 31 de dezembro de 2004. O prefeito titular era Guilherme Menezes, do Partido dos Trabalhadores, que pela legislação eleitoral poderia tentar a reeleição.
O prefeito em exercício, Guilherme Menezes, do Partido dos Trabalhadores, que já havia exercido o cargo entre 1997 e 2000 foi reeleito no primeiro turno, com 67.903 votos que correspondiam a 60,82% dos votos válidos.
O vice-prefeito eleito foi o professor José Raimundo Fontes, correligionário do prefeito, que já havia disputado o mesmo cargo também na chapa de Guilherme na eleição de 1992, no qual o titular concorreu pelo Partido Verde.

## Candidatos
| Nº | Prefeito  | Prefeito                                       | Prefeito | Prefeito | Vice-prefeito(a) | Vice-prefeito(a) | Vice-prefeito(a)                   | Vice-prefeito(a) | Vice-prefeito(a)  | Coligação Partido(s)                               | Ref.              |
| Nº | Candidato | Candidato                                      | Partido  | Cargos relevantes | Candidato        | Candidato        | Candidato                          | Partido          | Cargos relevantes | Coligação Partido(s)                               | Ref.              |
| -- | --------- | ---------------------------------------------- | -------- | --- | ---------------- | ---------------- | ---------------------------------- | ---------------- | ----------------- | -------------------------------------------------- | ----------------- |
| 11 |           | Yvonilton Gonçalves Yvonilton Borges Gonçalves | PPB      | - Vereador de Vitória da Conquista (1989-1995) - Deputado Estadual pela Bahia (1995-1999) - Deputado Federal pela Bahia (1999-2000)                 |                  |                  | Selma Ribeiro Selma Ribeiro Mendes | PPB              |                   | Crescer Com A Bahia(PPB, PSDB, PSL)                | [ 3 ]             |
| 13 |           | Guilherme Menezes Guilherme Menezes de Andrade | PT       | - Secretário de Saúde de Vitória da Conquista (1991-1992) - Deputado Estadual pela Bahia (1995-1996) - Prefeito de Vitória da Conquista (1997-2000) |                  |                  | Zé Raimundo José Raimundo Fontes   | PT               |                   | Frente Conquista Popular (PT, PCdoB, PSB, PV, PAN) | [ 4 ] [ 5 ] [ 3 ] |
| 15 |           | Coriolano Sales Coriolano Sousa Sales          | PMDB     | - Deputado Estadualpela Bahia (1983-1995) - Deputado Federal pela Bahia (1995-2000)                                                                 |                  |                  | Marcelo Melo Marcelo de Melo Silva | PMDB             |                   | Uma Conquista Melhor (PMDB, PDT)                   | [ 6 ] [ 3 ]       |
| 25 |           | Juvenalito Gusmão Juvenalito Gusmão de Andrade | PFL      | |                  |                  | Samuel Teixeira                    | PFL              |                   | Pensar Grande Conquista (PFL, PL, PTB)             | [ 7 ] [ 3 ]       |

## Resultados
| Candidato(a)              | Vice                     | 1.º turno 1.º de outubro de 2000 | 1.º turno 1.º de outubro de 2000 |
| Candidato(a)              | Vice                     | Votação                          | Votação                          |
| Candidato(a)              | Vice                     | Total                            | %                                |
| ------------------------- | ------------------------ | -------------------------------- | -------------------------------- |
| Guilherme Menezes (PT)    | Zé Raimundo (PT)         | 67.903                           | 60,82%                           |
| Coriolano Sales (PMDB)    | Marcelo Melo (PMDB)      | 34.001                           | 30,46%                           |
| Yvonilton Gonçalves (PPB) | Selma Ribeiro (PPB)      | 8.734                            | 7,82%                            |
| Juvenalito Gusmão (PFL)   | Samuel Teixeira (PFL)    | 1.004                            | 0,90%                            |
| → Total de votos válidos  | → Total de votos válidos | 111.642                          | 92,22%                           |
| → Votos em branco         | → Votos em branco        | 2.184                            | 1,80%                            |
| → Votos nulos             | → Votos nulos            | 7.240                            | 5,98%                            |
| Total                     | Total                    | 121.066                          | 78,33%                           |
| Abstenções                | Abstenções               | 33.502                           | 21,67%                           |
| Total de Inscritos        | Total de Inscritos       | 154.568                          | 100,00%                          |

## Vereadores eleitos
Para o quadriênio 2001-2004 foram eleitos 16 vereadores.
| Vereadores eleitos em Vitória da Conquista - 2000 | Vereadores eleitos em Vitória da Conquista - 2000 | Vereadores eleitos em Vitória da Conquista - 2000 |
| Candidato (a)                                     | Partido                                           | Votos                                             |
| ------------------------------------------------- | ------------------------------------------------- | ------------------------------------------------- |
| Ligia Matos                                       | PT                                                | 3.063                                             |
| Gilzete Moreira                                   | PSB                                               | 2.806                                             |
| Lúcia Rocha                                       | PFL                                               | 2.675                                             |
| João Alberto Rodrigues                            | PT                                                | 2.538                                             |
| Alexandre Pereira                                 | PT                                                | 2.211                                             |
| Álvaro Pithon                                     | PPB                                               | 2.191                                             |
| Ailton Rocha                                      | PT                                                | 2.049                                             |
| Irma Lemos                                        | PPB                                               | 1.933                                             |
| Paulo César Aguiar                                | PPB                                               | 1.914                                             |
| Noeci                                             | PT                                                | 1.844                                             |
| Albano Carvalho                                   | PT                                                | 1.820                                             |
| Hermínio Oliveira                                 | PFL                                               | 1.749                                             |
| Sandro Pezão                                      | PT                                                | 1.745                                             |
| Vivi Mendes                                       | PPB                                               | 1.689                                             |
| Miguel Felício                                    | PCdoB                                             | 1.552                                             |
| Ebenezer Fagundes                                 | PSL                                               | 1.452                                             |